# Edward Adams
Pour les articles homonymes, voir Adams.
 (janvier 2020).
Si vous disposez d'ouvrages ou d'articles de référence ou si vous connaissez des sites web de qualité traitant du thème abordé ici, merci de compléter l'article en donnant les références utiles à sa vérifiabilité et en les liant à la section « Notes et références ».
Edward Adams (24 février 1824 – 12 novembre 1856) est un médecin britannique, naturaliste et explorateur de l'Arctique.

## Biographie
Il est né en 1824 à Great Barton, près de Bury St Edmunds dans le Suffolk. Il se passionna pour l'histoire naturelle dès l'enfance.
Devenu chirurgien de marine en avril 1847, il part comme volontaire en mai 1848 comme membre de l'expédition arctique de Sir James Clark Ross (1800-1862), à bord du HMS Investigator. Cette expédition a pour but de rechercher le passage Nord-Ouest entre l'Océan Atlantique et l'Océan Pacifique, et aussi l'expédition disparue de Sir John Franklin (1786-1847). Pendant les huit mois que durent cette expédition, il collectionne et dessine de nombreux oiseaux arctiques.
En janvier 1850, il repart avec l'expedition de Robert McClure (1807-1873), toujours à la recherche du passage entre les deux océans et de l'expédition disparue, à bord de l’HMS Enterprise. Cette expédition hivernera dans le delta du Yukon, où Adams observera beaucoup de Gaviidae en migration. Il retourna en Angleterre en 1855.
En mai 1856, il part pour une nouvelle expédition sur la côte ouest de l'Afrique à bord de l’Hecla, mais il meurt du typhus en Sierra Leone, où il sera enterré.
C'est en son honneur qu'en 1859 son compatriote George Robert Gray (1808-1872) propose d'attribuer le nom de Colymbus adamsii au plongeon à bec blanc (actuellement nommé Gavia adamsii).